# Pellegrue

Pellegrue este o comună în departamentul Gironde din sud-vestul Franței. În 2009 avea o populație de 1.005 de locuitori.

## Evoluția populației
| An        | 1975  | 1982  | 1990  | 1999 | 2006  | 2009  |
| --------- | ----- | ----- | ----- | ---- | ----- | ----- |
| Populație | 1.144 | 1.065 | 1.046 | 979  | 1.043 | 1.005 |